# A Beautiful Place to Drown
A Beautiful Place to Drown es el décimo álbum de estudio de la banda canadiense de post-hardcore Silverstein. Fue lanzado el 6 de marzo de 2020 a través de UNFD y fue producido por Sam Guaiana.

## Lanzamiento y promoción
Silverstein lanzó "Burn It Down" el 27 de junio de 2019. Con una colaboración vocal de Caleb Shomo de Beartooth, la canción fue el primer material nuevo de la banda desde Dead Reflection (2017). El vocalista Shane Told dijo que "Burn It Down" "retoma justo donde lo dejó Dead Reflection".
El 8 de enero de 2020, lanzaron el siguiente sencillo, "Infinite", con la voz invitada de Aaron Gillespie de Underoath. Ese mismo día, anunciaron los detalles de su nuevo álbum, incluido el título, la fecha de lanzamiento, la carátula del álbum y la lista de canciones, así como los planes para una extensa gira con el apoyo de Hawthorne Heights, Four Year Strong y I the Mighty.
El tercer sencillo, "Bad Habits", salió el 5 de febrero e incluyó una colaboración de guitarra de Aaron Marshall de Intervals.
El cuarto y último sencillo en debutar antes del lanzamiento del álbum fue la colaboración de Princess Nokia "Madness", lanzada el 2 de marzo.

## Lista de canciones
| N.º | Título                                                   | Duración |  |
| 1.  | «Bad Habits» (con Aaron Marshall de Intervals)           | 2:53     |  |
| 2.  | «Burn It Down» (con Caleb Shomo de Beartooth)            | 3:10     |  |
| 3.  | «Where Are You»                                          | 2:53     |  |
| 4.  | «Infinite» (con Aaron Gillespie de Underoath)            | 2:44     |  |
| 5.  | «Shape Shift»                                            | 3:29     |  |
| 6.  | «All on Me» (con Saxl Rose)                              | 3:08     |  |
| 7.  | «Madness» (con Princess Nokia)                           | 3:38     |  |
| 8.  | «Say Yes!»                                               | 2:39     |  |
| 9.  | «Stop»                                                   | 3:25     |  |
| 10. | «September 14th»                                         | 3:15     |  |
| 11. | «Coming Down»                                            | 2:52     |  |
| 12. | «Take What You Give» (con Pierre Bouvier de Simple Plan) | 3:00     |  |

## Posicionamiento en lista
| Lista (2020)                            | Posición |
| --------------------------------------- | -------- |
| Alemania (Offizielle Top 100)           | 83       |
| Estados Unidos (Billboard 200)          | 122      |
| Estados Unidos (Independent Albums)     | 15       |
| Estados Unidos (Top Alternative Albums) | 7        |
| Estados Unidos (Top Hard Rock Albums)   | 5        |
| Estados Unidos (Top Rock Albums)        | 16       |